# Propositura di Santa Maria Lauretana
La Propositura di Santa Maria Lauretana è il principale luogo di culto di Querceta, cittadina posta nella piana della Versilia, disposta lungo la via di Marina, che parte dalle montagne versiliesi e si spegne presso il pontile di Forte dei Marmi.
La Chiesa attuale è una copia quasi perfetta della precedente, costruita nella metà del XIX secolo e semidistrutta dai nazisti nel 1944. Inizialmente edificata con una struttura semplice, fu poi ampliata nel corso dell'800 per il cospicuo aumento della popolazione circostante, nel 1822 fu elevata dall'arcivescovo di Pisa in Pieve e successivamente, nel 1856 avendo raggiunto un'importanza notevole, fu elevata a Propositura e dunque resa indipendente da quella di Seravezza. oggi è una delle parrocchie più grandi in numero di residenti della piana Versiliese.

## Il campanile
Sicuramente originario dei primi anni del XIX secolo, il campanile fu alzato e intonacato negli anni '40 del 1900. Nel 1944 fu abbattuto dai nazisti perché ostacolava il transito e franando semidistrusse la cupola e l'attigua chiesa; ricostruito nel 1950 nelle medesime forme del precedente, tranne che in alcune parti decorative come il cornicione sommitale e i cornicioni marcapiano. stessa sorte per la cupola, ricostruita quasi identica alla precedente ottocentesca, tranne che per alcuni cornicioni non riproposti in quella degli anni '50. Terminati i lavori nel 1952 furono rifuse anche le quattro vecchie campane.